# صافي (اسم)
صافي هو اسم علم مذكر من أصل عربي، ومعناه هو النقي الرائق الخالي من الشوائب، وقد يسمون به الأنثى.

## شخصيات تحمل الاسم
- صافي أحمد (4 أكتوبر 1977 – )
- صافي الزقرتي (19 أبريل 1999 – )
- صافي بوتلة (موسيقي جزائري، 6 يناير 1950[3] – )
- صافي خان لزجي ( – القرن 17)
- صافي طه (مصارع هاوي لبناني، 23 ديسمبر 1923 – 22 فبراير 2009)
- صافي ناز كاظم (صحفية مصرية، 17 أغسطس 1937 – )

## وصلات خارجية
- موسوعة السلطان قابوس لأسماء العرب نسخة محفوظة 5 أبريل 2019 على موقع واي باك مشين.